# Saint-Michel-de-Montaigne
Saint-Michel-de-Montaigne è un comune francese di 330 abitanti situato nel dipartimento della Dordogna nella regione della Nuova Aquitania.
Vi si trova il castello che fu l'abitazione di Michel Eyquem de Montaigne, scrittore e filosofo vissuto nel XVI secolo.

## Società

### Evoluzione demografica
Abitanti censiti